# Meschezia
La Meschezia (Meskheti) è una zona montagnosa della Moschia, una precedente provincia della Georgia sud-occidentale. Le antiche tribù georgiane dei meskhi (o moschi) e mosiniki furono le popolazioni indigene di questa regione, identificata da alcuni autori con i mushki riferiti  dalle fonti assire del XII secolo a.C. Una maggioranza dell'attuale popolazione georgiana (meskhi) di Meskheti discende da queste antiche tribù. I mosiniki (o mossineci) furono una delle popolazioni che inventarono la metallurgia del ferro. Dal II millennio a.C. fino al IV secolo a.C. I meskheti erano una parte del Regno Georgiano di Diaokhi, dal IV secolo a.C. al VI secolo d.C. - parte del regno di Iberia. Dal X al XV secolo d.C. questa regione fece parte  del Regno Georgiano unito.  Nel XVI secolo la regione di meskheti venne occupata e annessa all'impero ottomano, mentre nel 1829-1917 venne ad essere integrata nella provincia di Tbilisi (Tiflisskaia Gubernia). Nel 1918-1921 entrò a far parte della Repubblica Democratica di Georgia e dal 1921 al 1990 della Repubblica socialista sovietica georgiana. Dal 1990 la Meschezia (regione di Samtskhe-Javakheti) è una provincia della Repubblica della Georgia.